# Rivoluzione d'ottobre
La Rivoluzione d'ottobre (in russo Октябрьская революция?, Oktjabrʾskaja revoljucija), conosciuta alternativamente come Grande Rivoluzione Socialista d'Ottobre (Великая Октябрьская социалистическая революция, Velikaja Oktjabrʾskaja socialističeskaja revoljucija), Rivolta d'Ottobre (Октябрьское восстание, Oktjabrʾskoe vosstanie), Colpo di Stato bolscevico (Большевистский переворот, Bolʾševistiskij perevorot), Ottobre rosso (Красный Октябрь, Krasnyj Oktjabrʾ) o anche Grande ottobre (Великий Октябрь, Velikij Oktjabrʾ), è la fase finale e decisiva della Rivoluzione russa iniziata in Russia nel febbraio 1917 del calendario giuliano, che segnò dapprima il crollo dell'Impero russo e poi l'instaurazione della Russia sovietica.
Dopo il rovesciamento della monarchia, per alcuni mesi la Russia fu sconvolta da conflitti tra i partiti politici e dalla crescente disgregazione militare ed economica, e il Partito Operaio Socialdemocratico Russo (bolscevico) guidato da Lenin e Lev Trockij decise l'azione armata contro il debole governo provvisorio di Aleksandr Fëdorovič Kerenskij per assumere tutto il potere a nome dei Soviet degli operai, dei soldati e dei contadini.
L'insurrezione, avviata nella notte tra il 6 e il 7 novembre dell'odierno calendario gregoriano (24 e 25 ottobre del calendario giuliano) 1917 a Pietrogrado, si concluse con successo; i bolscevichi formarono un governo rivoluzionario presieduto da Lenin e furono in grado di estendere progressivamente il loro potere su gran parte dei territori del vecchio Impero zarista. La reazione armata delle forze controrivoluzionarie e l'intervento delle potenze straniere provocò l'inizio di una cruenta guerra civile che si concluse con la vittoria bolscevica nel 1922.
La Rivoluzione d'ottobre diede quindi inizio alla difficile e contrastata costruzione del primo stato socialista della storia e segnò in modo determinante tutto il XX secolo; l'esperimento di socialismo ugualitario e di comunismo nella tradizione teorica di Karl Marx e Lenin, in contrapposizione al modello di sviluppo sociale ed economico capitalistico, si è concluso con la dissoluzione dell'Unione Sovietica nel 1991 e il ritorno del capitalismo negli stati successori dello stato sovietico.

## Premesse
L'insurrezione degli operai e dei soldati che costituì la Rivoluzione di febbraio e rovesciò la monarchia della dinastia Romanov portò alla nascita del Soviet di Pietrogrado, primo di un gran numero di assemblee che sarebbero di lì a poco sorte in tutta la Russia. Posizione predominante nell'organismo ottennero i menscevichi e i socialrivoluzionari, che consegnarono il potere nelle mani della borghesia e del Governo provvisorio presieduto dal principe L'vov, costituitosi a marzo. Anche i bolscevichi, che riemergevano allora dalla fase di feroce repressione poliziesca subita a causa della loro opposizione alla guerra, assunsero all'inizio posizioni collaborative verso le altre forze rivoluzionarie e il Governo. Il loro orientamento mutò però radicalmente dopo il ritorno di Lenin dall'esilio in Svizzera. Le sue Tesi di aprile, finalizzate alla trasformazione della rivoluzione borghese in una rivoluzione socialista, furono accolte inizialmente in modo molto critico anche all'interno del suo stesso partito, ma acquisirono sempre maggiore consenso sia tra le masse che tra i militanti bolscevichi, fino a venire approvate a larga maggioranza dalla VII Conferenza del partito tenutasi a maggio. Intanto si era creata forte tensione tra il Governo e il Soviet sul tema della prosecuzione della partecipazione alla guerra, che portò alla formazione di un nuovo gabinetto, un esecutivo di coalizione con la partecipazione, accanto ai ministri borghesi, di menscevichi e socialrivoluzionari.

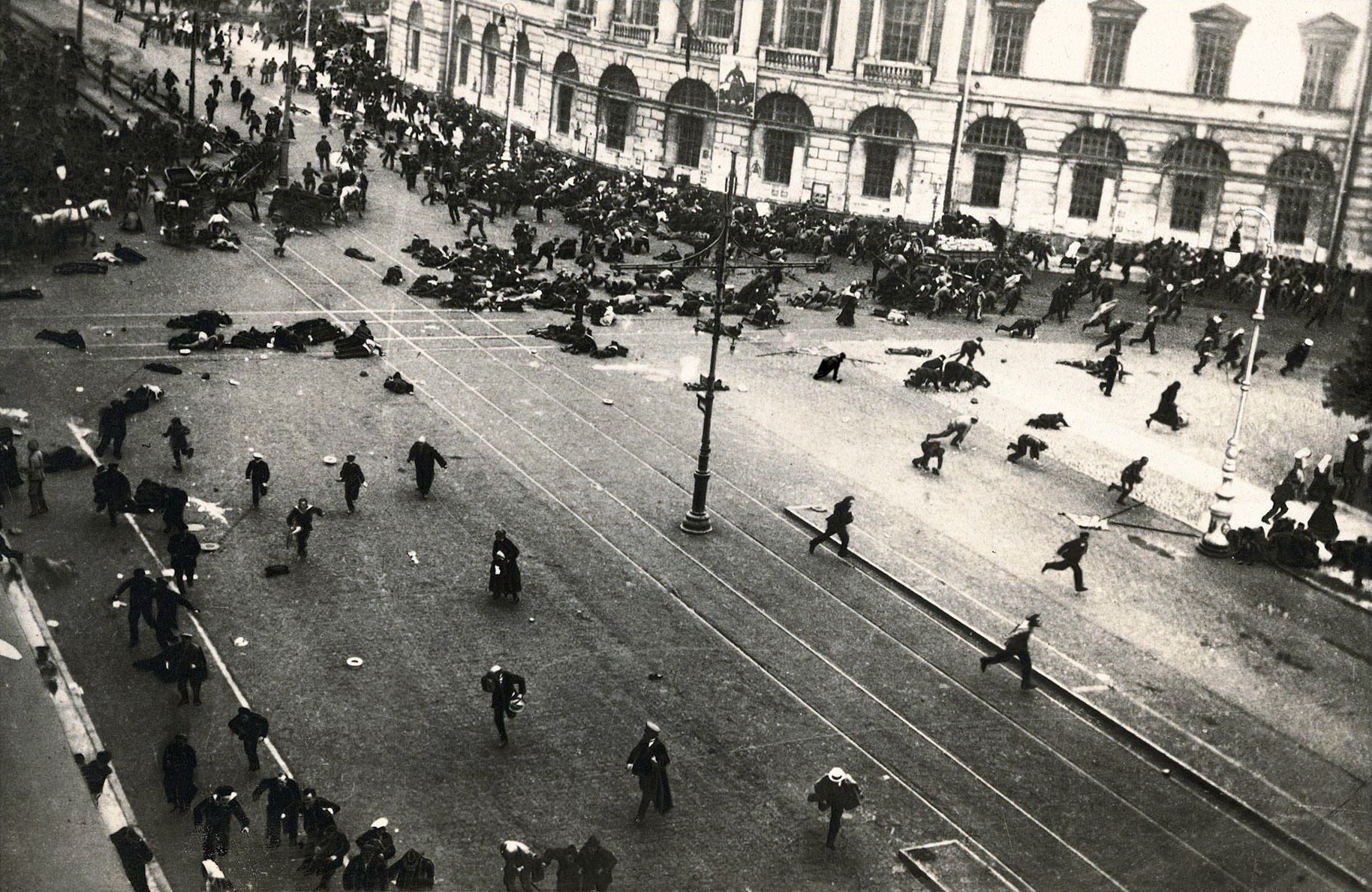
L'esercito del Governo provvisorio spara sui manifestanti durante le Giornate di luglio

Nei mesi successivi i temi di pace, terra e controllo operaio ottennero una crescente diffusione, si moltiplicarono gli scioperi e i bolscevichi ampliarono il sostegno alle proprie idee, soprattutto all'interno dei comitati di fabbrica. La spinta rivoluzionaria si rafforzò anche nell'esercito, in particolar modo dopo una fallimentare offensiva voluta dal Governo a giugno. Nel frattempo si insediò il I Congresso panrusso dei soviet, a maggioranza menscevica e socialrivoluzionaria, che elesse il Comitato esecutivo centrale. I suoi leader continuarono a portare avanti posizioni caute, dettate da motivazioni teoriche per i menscevichi, convinti dell'impossibilità del passaggio immediato alla rivoluzione socialista, e da ragioni più pratiche per i socialrivoluzionari, che puntavano ad ottenere in un secondo momento la redistribuzione egualitaria delle terre voluta dal loro elettorato contadino.
Decisive furono le cosiddette Giornate di luglio, una manifestazione di operai e soldati di cui presero la testa i bolscevichi dopo un inizio spontaneo e che fu respinta dalle forze governative. A questo punto si scatenarono una violenta repressione antibolscevica e una feroce campagna contro lo stesso Lenin, accusato di essere un agente tedesco e costretto alla clandestinità fuori da Pietrogrado. Il precedente equilibrio era ormai rotto: anche il secondo Governo cadde e fu sostituito da un nuovo gabinetto di coalizione, stavolta guidato dal socialrivoluzionario Aleksandr Kerenskij, ma le forze conservatrici ritennero giunto il momento di sopprimere i soviet. A questo scopo fu organizzato ad agosto un colpo di Stato guidato dal generale Lavr Kornilov, che fu fermato da un sollevamento di massa degli operai e dei soldati su iniziativa bolscevica. Il governo Kerenskij appariva ormai debole e screditato, mentre i bolscevichi conquistavano la maggioranza in numerosi soviet, a partire da quello di Pietroburgo, presieduto da Trockij, e da quello di Mosca, e si radicalizzavano le posizioni dei soldati e anche dei contadini.
In conseguenza dei moti di luglio, nel frattempo l'ex zar Nicola II e la sua famiglia venivano trasferiti all'inizio di agosto dal Palazzo di Alessandro appena fuori Pietrogrado, dove erano stati tenuti in stato d'arresto sin da subito dopo l'abdicazione, a Tobol'sk, oltre gli Urali.

## La presa del potere

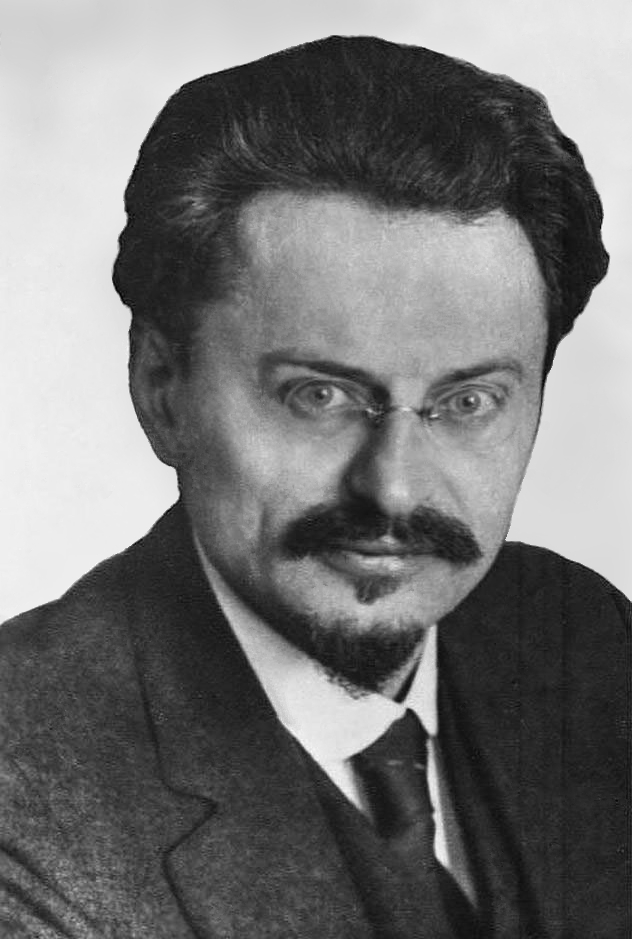
Lev Trockij, uno dei principali leader della Rivoluzione d'ottobre

Fin da settembre Lenin e Trockij ritenevano indispensabile non perdere l'occasione rivoluzionaria che si era venuta a creare e insistettero per la sollevazione armata. Già decisa in linea teorica dal VI Congresso del partito a luglio, essa fu deliberata in concreto il 10 ottobre (23 del calendario gregoriano) dal Comitato centrale, con una votazione di 10 a 2 e con la ferma contrarietà di Lev Kamenev e Grigorij Zinov'ev. La posizione di questi ultimi si fondava su una scarsa fiducia nella possibilità del successo e sul timore che tale azione avrebbe compromesso l'intera rivoluzione; essi ritenevano pertanto più opportuna una lunga opposizione nei Soviet e nella futura Assemblea costituente. La maggioranza replicava invece che le masse stesse si sarebbero rivolte contro i bolscevichi se questi avessero temporeggiato, e allo stesso tempo esprimevano la convinzione che la rivoluzione si sarebbe estesa a livello europeo garantendo il necessario sostegno all'insurrezione in Russia.
Il 24 ottobre del calendario giuliano, mentre a Pietrogrado arrivavano i delegati del II Congresso dei Soviet, si attivarono i soldati, gli operai, che a differenza di febbraio erano armati e costituivano le cosiddette "Guardie rosse", i marinai della Flotta del Baltico. Tra la notte seguente e il mattino del giorno 25 vennero occupati i punti chiave della città, e fu conseguito un agevole successo militare. Alle ore 10 Lenin, che con Trockij aveva avuto il ruolo principale nella direzione degli eventi, poté proclamare il rovesciamento del Governo e il passaggio del potere al Comitato militare rivoluzionario, che due settimane prima era stato costituito in seno al Soviet di Pietrogrado per coordinare l'azione delle guarnigioni. La sera gli insorti occuparono il Palazzo d'Inverno e arrestarono i ministri, mentre Kerenskij era già riuscito a lasciare la città.

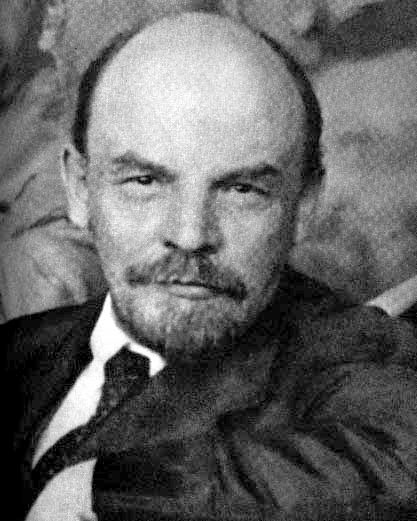
Lenin

Contemporaneamente si insediò presso l'Istituto Smol'nyj il Congresso dei Soviet, cui fu formalmente consegnato il potere conquistato con la rivoluzione. L'assemblea, dove siedevano 338 delegati bolscevichi su 648 complessivi, ratificò l'acquisizione del potere con una maggioranza dei tre quarti dei voti e fu così instaurato il nuovo Stato sovietico. I lavori del Congresso furono abbandonati dalla maggioranza dei menscevichi e dei socialrivoluzionari, che tuttavia subirono la scissione della propria ala sinistra; essa continuò a partecipare ai lavori e vide propri rappresentanti entrare a far parte del nuovo Comitato esecutivo centrale panrusso, presieduto prima da Kamenev e poi da Sverdlov, ma non del Consiglio dei commissari del popolo (Sovnarkom), eletto la sera del 26 ottobre e composto di soli bolscevichi guidati da Lenin. Lo stesso giorno il Congresso aveva promulgato il decreto sulla terra e quello sulla pace: il primo proclamava la confisca delle terre dei possidenti e la loro consegna ai comitati locali per la loro redistribuzione tra i contadini, mentre il secondo costituiva un appello a tutti i popoli belligeranti per una pace senza annessioni né indennità.
La Rivoluzione si estese subito dopo a gran parte dei territori dell'ex Impero russo: i bolscevichi presero il controllo della maggioranza delle città della Russia europea in modo pacifico, mentre in alcune zone si ebbero accesi scontri con gli oppositori durati alcuni giorni, come a Mosca, o mesi, come in aree periferiche o in quelle abitate da minoranze nazionali quali i Cosacchi del Don e quelli del Kuban'.

## Eventi successivi

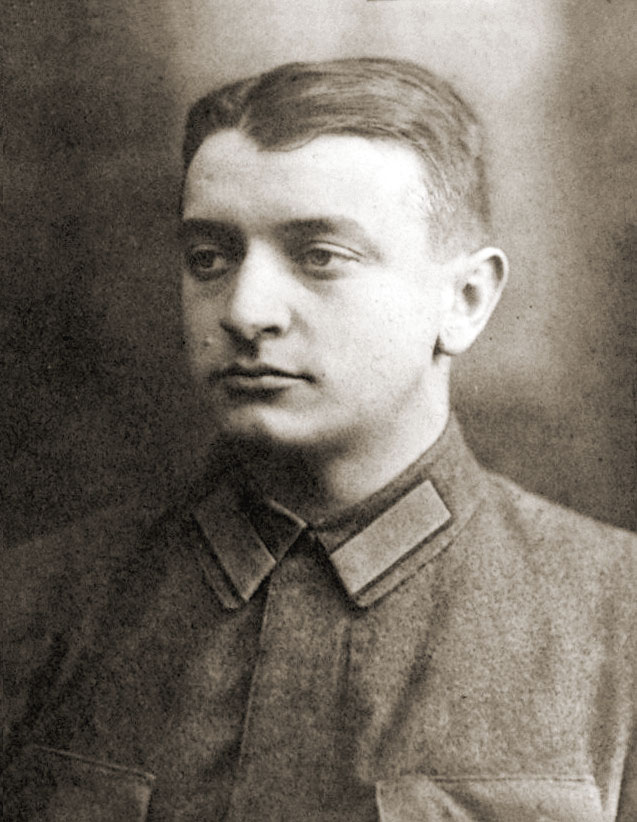
Il generale Michail Tuchačevskij, uno dei comandanti dell'Armata Rossa durante la guerra civile

Fra i primi provvedimenti del nuovo governo ci furono la distribuzione della terra ai contadini, le restrizioni al commercio, il controllo operaio sulle industrie durato circa sei mesi, l'istituzione della Čeka e dei tribunali rivoluzionari. Nei mesi successivi venne introdotto l'obbligo della consegna dei raccolti alle autorità, che determinò numerose rivolte. La mancata estensione della rivoluzione ai Paesi europei complicò le trattative per l'uscita dalla guerra, che si conclusero nel marzo 1918 con la sottoscrizione della Pace di Brest-Litovsk con la Germania. Le condizioni sfavorevoli a cui era stata costretta la Russia causarono l'abbandono del governo da parte dei socialrivoluzionari di sinistra, che erano entrati a far parte del Sovnarkom in dicembre.
In estate, mentre veniva ratificata dal V Congresso panrusso dei Soviet la Costituzione della RSFS Russa, si ebbe proprio per mano dei socialrivoluzionari una serie di attentati terroristici, in uno dei quali venne gravemente ferito Lenin, cui il governo rispose con la proclamazione del cosiddetto "Terrore rosso" e l'uccisione di un numero considerevole di oppositori politici di destra e di sinistra. Intanto, con l'intervento delle potenze straniere in supporto delle realtà che internamente si opponevano al potere sovietico, già dalla primavera si era riacceso lo scontro militare.
Mentre iniziava a divampare la guerra civile, che avrebbe provocato un grandissimo numero di morti, i bolscevichi vararono una serie di misure sociali ed economiche, come la nazionalizzazione su larga scala dell'industria e le requisizioni di grano dalle campagne, che sarebbero state definite "comunismo di guerra". Fra il 1920 e il 1921, quando l'Armata Bianca veniva definitivamente sopravanzata, si concludeva la guerra sovietico-polacca e venivano recuperate dai bolscevichi vaste zone dell'Asia centrale, dell'Estremo Oriente e del Caucaso, il Paese fu investito da una drammatica crisi economica e da gravi carestie che causarono circa 5 milioni di morti e determinarono una serie di rivolte contro le politiche del comunismo di guerra; tra queste, assunsero particolare rilievo quella della provincia di Tambov, dove per tutto il 1921 l'Armata Rossa fronteggiò migliaia di insorti, e quella di Kronštadt.
Tale situazione portò, a partire dal 1921, alla revoca del comunismo di guerra ed al lancio della Nuova Politica Economica (NEP), che avrebbe garantito il superamento della crisi e l'allentamento della tensione sociale. Inoltre, il pericolo che il proletariato, provato dai grandi sforzi degli anni precedenti, soccombesse di fronte al ritorno delle forze capitaliste portò alla messa al bando delle altre organizzazioni politiche e al divieto di frazionismo nel partito bolscevico, che limitò quella che fino ad allora era stata una vita interna intensamente democratica.
In questo contesto vennero condotte le trattative per l'unificazione delle Repubbliche sovietiche Russa, Ucraina, Bielorussa e Transacaucasica e la creazione dell'Unione Sovietica, che venne ratificata il 30 dicembre 1922 dall'assemblea del I Congresso dei Soviet dell'URSS, riunitosi a Mosca.